# Palaeopropithecus ingens
Espèce
Palaeopropithecus ingens est une espèce éteinte de lémuriens. On estime qu'elle est disparue depuis les années 1500. 

## Description
Les pattes avant de cet animal étaient plus longues que les pattes arrière, contrairement à d'autres primates similaires disparus, où l'inverse s'est produit. Dans les mains, les pouces étaient très peu développés, tandis que les autres doigts avaient des phalanges allongées et étaient courbés avec un crochet, de sorte qu'ils pouvaient pendre à l'envers comme des paresseux à notre époque. Le crâne était assez robuste, avec un museau plutôt allongé, avec une mâchoire épaisse dans laquelle les incisives inférieures étaient courtes et petites et en forme de spatule, elles étaient également de forme verticales par rapport à la mâchoire, tandis que les molaires étaient larges et équipées de crêtes. Cette caractéristique dentaire est compatible avec l'ingestion de feuilles[réf. nécessaire].